# Smith's, Bermuda
Smith's är en parish i Bermuda (Storbritannien). Den ligger i den centrala delen av landet, 5 km nordost om huvudstaden Hamilton. Antalet invånare är 5 852. Arean är 4,9 kvadratkilometer.
Terrängen i Smith's är platt.
Följande samhällen finns i Smith's:
- Flatt's Village